# Dirty Picture
Dirty Picture ist ein Duett des britischen Musikers Taio Cruz mit der amerikanischen Sängerin und Rapperin Kesha. Es wurde am 5. April 2010 als dritte Single zu Cruz Album Rokstarr veröffentlicht.

## Hintergrund
Dirty Picture wurde von Taio Cruz zusammen mit dem Musikproduzenten Fraser T Smith geschrieben und produziert. Cruz wollte ursprünglich das Lied zusammen mit Lady Gaga aufnehmen, jedoch erzählte der Musikproduzent Dr. Luke ihm über Kesha und überzeugte ihn dadurch, sie als Sängerin auszuwählen. Zu diesem Zeitpunkt war Keshas Debüt-Single Tik Tok noch nicht veröffentlicht, Dr. Luke arbeitete aber bereits mit ihr zusammen. Cruz überzeugte Keshas „einzigartig klingende Stimme“. Dirty Picture wurde am 5. April 2005 veröffentlicht.
Kesha nahm Dirty Picture für ihr Debütalbum Animal als Soloversion nochmals neu auf. Der als Dirty Picture, Pt. 2 bezeichnete Song ist jedoch nur als Bonustrack des Albums im Vereinigten Königreich erschienen. Die Version unterscheidet sich nur darin, dass Kesha die erste Strophe singt.

## Musikalisches und Inhalt
Dirty Picture ist ein Dance-Pop-Song mit Techno-Beats und Synthesizer-Melodie. Keshas Stimme wird in dem Lied durch Auto-Tune verzerrt. Für Robert Cospey von Digital Spy erinnert der Refrain an Benny Benassis Lied Satisfaction. Der im Viervierteltakt und F-Moll komponierte Song hat ein tempo von 125 Schlägen pro Minute. Der Stimmumfang reich von E♭4 zu F5. Zum Inhalt des Liedes erklärte Cruz: „Das Lied handelt davon seinem Lebensgefährten bzw. seiner Lebensgefährtin erotische Bilder zu senden. Wenn man sich gegenseitig vermisst, und man sich nicht sehen kann, man weit voneinander entfernt ist, sendet man sich gegenseitig Fotos, um sich gegenseitig daran zu erinnern, wie sexy man ist.“

## Rezensionen
Dirty Picture wurde von den Kritikern gemischt aufgenommen. Alexander Engelen von Laut.de bezeichnete den Song als „süffisant auf den Kopf gestellte Ballade-turned-Schweinkram“. Matthias Reichel von Cdstarts.de befindet, dass der Song für Keshas „Lady-Gaga-für-Arme-Verhältnisse“ sehr passend sei. Fraser McAlpine von BBC hält Dirty Picture für „dumm“, „albern“ und „primitiv“, ist andererseits aber auch aufgrund des Wechselspiels der gegensätzlichen Gesangspartner „fasziniert“. Brad Wete von Entertainment Weekly verglich den Song mit Cruz vorheriger Single Break Your Heart und schrieb, dass Dirty Picture das einzige Lied auf dem Album sei, dass „vom gleichen Kaliber“ wie diese wäre. Melanie Bertoldi vom Billboard-Magazin hält Cruz Gesangsleistung in dem Lied für „am eindrucksvollsten“
des gesamten Albums. Drei von fünf Sternen erhielt Dirty Picture von Digital Spy. Robert Copsey lobte das Zusammenspiel der beiden Künstler: „Wo Cruz Gesang über den Strophen aufstiegt, verpassen seine zarten Töne, den köstlichen trashigen Refrain seinen Stempel aufzudrücken. Glücklicherweise trifft Gaststar Kesha dort mehr als ins Schwarze“.

## Musikvideo
Das Musikvideo zu Dirty Picture wurde vom Regisseur Alex Herron gedreht. und wurde erstmals am 24. Mai 2010 online präsentiert. Auf Grunde von Terminschwierigkeiten wurden Cruz Szenen in Los Angeles und Keshas Szenen in London gedreht. Das Video startet mir Cruz, der in einem Auto durch eine Wüste fährt. Er singt dann auf einer Hausparty wo viele verschiedenen Fotos geschossen werden. Kesha singt ihren Part stehend auf einer Toilette. Bei YouTube hat das Musikvideo (Stand: September 2019) über 35 Millionen Aufrufe.

## Mitwirkende
- Songwriting – Taio Cruz, Fraser T. Smith
- Produktion – Taio Cruz, Fraser T. Smith
- Engineering – Beatriz Artola
- Abmischung – Fraser T. Smith, Neil Tucker
- Mastering – Tom Coyne

## Kommerzieller Erfolg
Im Vereinigten Königreich debütierte Dirty Picture am 17. April 2010 auf Platz 40 der Singlecharts. Nach vier Wochen erreichte die Single die Höchstplatzierung von Platz 6, auf dem die Single eine Woche verblieb. Insgesamt verbrachte Dirty Picture dort zwei Wochen in den Top-10. Für Taio Cruz war es zu diesem Zeitpunkt die vierte und für Kesha die dritte Top-10-Single im Vereinigten Königreich. In den USA blieb Dirty Picture hinter den kommerziellen Erwartungen zurück. Am 19. Juni 2010 debütierte das Lied in den Billboard Hot 100 auf Platz 96, eine Woche später fiel die Single bereits wieder aus den Charts. In den Billboard Hot Dance Club Songs erreichte das Lied Platz 3.
Im deutschsprachigen Raum konnte sich die Single nicht in den Charts platzieren. Weitere Chartplatzierungen gelangen Dirty Picture unter anderem in Australien (Höchstposition Platz 16), Irland (Höchstposition Platz 10), in Kanada (Höchstposition Platz 49) und in Neuseeland (Höchstposition Platz 11).
| ChartsChartplatzierungen       | Höchstplatzierung | Wochen |
| ------------------------------ | ----------------- | ------ |
| Vereinigtes Königreich (OCC)   | 6 (12 Wo.)        | 12     |
| Vereinigte Staaten (Billboard) | 96 (1 Wo.)        | 1      |

| Land/Region                  | Auszeichnungen für Musikverkäufe (Land/Region, Auszeichnung, Verkäufe) | Verkäufe |
| ---------------------------- | ---------------------------------------------------------------------- | -------- |
| Australien (ARIA)            | Gold                                                                   | 35.000   |
| Neuseeland (RMNZ)            | Gold                                                                   | 7.500    |
| Vereinigtes Königreich (BPI) | Silber                                                                 | 200.000  |
| Insgesamt                    | 1× Silber · 2× Gold ·                                                  | 242.500  |